# Indigo doba
Indigo doba (engleski: indigo era) koncept je koji je objavio biznismen Mihail Fridman opisujući ono što vidi kao nastajanje novog doba ekonomija  temeljenih na idejama, inovacijama i kreativnosti, zamjenjujući one temeljene na posjedovanju prirodnih resursa. Fridman je suosnivač međunarodne investicijske tvrtke LetterOne, a ideju je prvi put objavio početkom 2016. godine. Riječ "indigo" u početku je odabrana na temelju izraza indigo djeca koji se koristi za opisivanje ljudi s neobičnim i inovativnim sposobnostima.
Fridman opisuje indigo doba kao inovativno vrijeme potaknuto izvanrednim razinama ljudske kreativnosti gdje nadprosječno talentirani pojedinci mogu ostvariti nove razine ljudskog potencijala i ekonomskih postignuća. To je "novo ekonomsko doba u kojoj glavni izvor nacionalnog bogatstva više nije resursna renta, već društveno-ekonomska infrastruktura koja svakoj osobi omogućuje ostvariti svoj intelektualni ili kreativni potencijal."  No, prema Fridmanu – na temelju njegovih promatranja nedavnih ekonomskih pokazatelja, političke i tržišne nestabilnosti i povijesnih obrazaca – ovo je također doba koje će generirati dobitnike i gubitnike jer se zemlje i skupine koje zaostaju u razvoju ne uspiju dovoljno brzo prilagoditi.
Krajem 2016. časopis Global Perspectives tvrtke LetterOne objavio je Indigo Indeks rangirajući 152 zemlje prema njihovoj sposobnosti natjecanja i rasta dok se gospodarstva odmiču od prirodnih resursa prema idejama, kreativnosti i digitalnim vještinama. Godine 2017. pokrenuo je nagradu Indigo kako bi dodijelio nove koncepte ekonomskog mjerenja izvan pukog BDP -a dok zemlje u 21. stoljeću prelaze u gospodarstva u kojima su inovacija, kreativnost i digitalne vještine njegovi pokretači. Natjecanje je namijenjeno "poticanju rasprave o čimbenicima koji se trenutno mjere s obzirom na razvoj gospodarstva, tehnologije i baze vještina te onim što bi danas trebalo uzeti u obzir u službenoj ekonomskoj statistici koja mjeri zdravlje, veličinu i rast modernog gospodarstva." 

## Podrijetlo
U članku iz travnja 2016. u RealClearPoliticsu, prenaslovljenom i ponovno tiskanom u svibnju 2016. u Jerusalem Postu te ponovno tiskanom u studenom 2016. pod izvornim naslovom u časopisu Global Perspectives tvrtke LetterOne, Fridman je napisao:
Ulazimo u inovativno doba koje pokreću izvanredne razine ljudske kreativnosti. Novu generaciju znatiželjnih, voljnih i talentiranih pojedinaca ne ometaju konvencije ili prošlost. Ova nova Indigo generacija sada oblikuje ekonomiju sutrašnjice i stvara nacionalno bogatstvo. Koristim izraz Indigo jer se njime označavaju djeca s posebnim ili neobičnim sposobnostima. Ovo je doba u kojem nadprosječno talentirani pojedinci mogu ostvariti nove razine ljudskog potencijala i ekonomskog postignuća.
Web stranica Global Perspectives tvrtke LetterOne dodaje da indigo simbolizam "utjelovljuje kršenje norme, nešto što snažno odražava novo doba u koju ulazimo, ono kojem nedostaje konvencija i koju pokreću inovacije."

## Analiza
U nizu članaka objavljenih 2016. godine Fridman navodi nedavnu ekstremnu promjenjivost na tržištima  i svjetske političke promjene te nestabilnost  kao znakove nadolazeće globalne promjene. Primjećuje dva često citirana istaknuta pokazatelja gospodarskog pomaka: oštar pad cijena prirodnih resursa, uključujući naftu i usporavanje gospodarskog rasta Kine unatoč tom padu cijene prirodnih resursa.
Fridman i drugi komentatori također primjećuju porast populizma te lijevih i desnih populističkih vođa i kandidata u  vrijeme  promjena koje se događaju. U međuvremenu, tvrtke poput Applea i Googlea – digitalne i tehnološke tvrtke koje on naziva "Indigo tvrtkama" – zamijenile su dugoročne tradicionalne kompanije za proizvodnju prirodnih resursa ili proizvodnju kao što je Exxon kao najveće svjetske kompanije.
Fridman primjećuje da su kroz povijest inovacije, alternative i tehnologije uvijek prevladavale sve uočene nedostatke bilo kojeg prirodnog resursa. Stoga pretpostavlja da će novo "Indigo doba" potaknuto digitalnim i tehnološkim resursima biti obilježeno odmakom od borbe za prirodne resurse i njihove percipirane nestašice te se oslanjati na ideje, inovacije i kreativnost kao potporu intelektualnih i kreativnih potencijala svakog ljudskog bića: "Svijet je ušao u novo doba u kojem izvor bogatstva naroda nisu više prirodni resursi. Intelektualni kapacitet je sada zamijenio zemlju, sirovine i trgovačke putove kao najveći izvor bogatstva."
Za uspješne Indigo tvrtke i Indigo gospodarstva potrebna su tri međusobno povezana čimbenika, rekao je Friedman:
- intuitivni individualni talent i visok stupanj obrazovanja te sposobnost formiranja tima jednako obrazovanih i darovitih ljudi
- sofisticiran i složen ekosustav koji uključuje ne samo pravne sustave koji štite prava fizičkog i intelektualnog vlasništva te zaštitu od preuzimanja od strane većih tvrtki, već i tisuće dobavljača i podizvođača za pružanje visokokvalitetnih usluga koje sežu od rizičnog kapitala preko marketinga do web dizajna i druge tehnologije i usluge
- globalna digitalna infrastruktura za distribuciju novih proizvoda i prikupljanje podataka o kupcima i uvid u ponašanje kupaca

Primjećuje da je većina gospodarstava u nastajanju orijentirana na izgradnju fizičkih struktura (ceste, zgrade, gradovi, fizička infrastruktura), a ne na složene pravne, političke i društvene sustave, institucije i promjene koje će podržati učinkovito slobodno i inovativno gospodarstvo intelektualnih resursa. Slobode, zaštita te politički i pravni okviri razvijenih zapadnih zemalja počivaju na stoljetnim povijesnim, društveno-političkim tradicijama i načinima razmišljanja te će ih biti teško brzo preslikati u gospodarstva u nastajanju. Fridman izdvaja Indiju kao zemlju u usponu koja ima odgovarajuću pravnu infrastrukturu i slobodu preživjeti Indigo promjenu.
Fridman smatra rast Indigo ekonomija promjenom paradigme;  navodi da tempo kojim se tehnologija razvija stvara svjetske tektonske pomake i predviđa velike globalne promjene u sljedećih pet do deset godina.  Zajedno s drugim analitičarima predviđa da će rastući ekonomski rascjep između slobodnih, kreativnih ekonomija i grupa, za razliku od represivnih, autoritarnih, totalitarnih ili tradicijom vezanih ekonomija ili grupa, proširiti i stvoriti ogorčenost i neprijateljstva – bilo da je riječ o narodima ili unutar nacija. Ostatak su   zemlje u usponu ili prosječna osoba – za razliku od intelektualnih elita – unutar razvijenih zapadnih zemalja.
Autoritarni vođe i autoritarnost često rastu u razdobljima neizvjesnosti i nesigurnosti te ekonomske regresije. Fridman međutim tvrdi da u novom ekonomskom dobu koje se stalno mijenja glavni izvor bogatstva u zemlji ili regiji više neće biti prirodni resurs, već društvena infrastruktura koja će svima omogućiti ostvarenje intelektualnog i kreativnog potencijala. Stoga tvrdi da je „buduća Indigo ekonomija, ekonomija slobodnih ljudi. A to znači da će svijet postajati sve slobodniji."
U studenom 2016. godine, tvrtka LetterOne pokrenula je časopisGlobal Perspectives kao platformu za istraživanje "novog ekonomskog doba u nastajanju, Indigo doba, iz različitih perspektiva, uključujući obrazovanje, religiju, politiku, ekonomiju, povijest i poslovanje" te za ispitivanje " globalnih pitanja očima vodećih komentatora i poslovnih ljudi diljem svijeta". Prvo izdanje sadržavalo je članke Fridmana, Dominica Bartona, Michaela Bloomberga, Stana Greenberga, Carla Bildta, Vincea Cablea, Kena Robinsona, Brenta Hobermana, Alexa Kleina, Deirdre McCloskey, Yurija Milnera, Nicka D'Aloisija, Lynde Gratton, Paraga Khanne, Iana Goldina, George Freemana, Ian Bremmera i drugih.

## Indigo indeks i indigo ocjena
Uvodno izdanje časopisa Global Perspectives iz studenoga 2016. godine, također je objavilo Indigo Indeks, koji je ocijenio 152 zemlje temeljem pet ključnih mjerenja poslovanja dok se gospodarstva odmiču od pokretanja prirodnim resursima u pokretanje kreativnošću i digitalnim vještinama. Pet parametara su: kreativnost i inovativnost, ekonomska raznolikost, digitalna ekonomija, sloboda i stabilnost te pravni okviri koji su ocijenjeni temeljem preko 30 mjerenja iz objavljenih izvora podataka kao što su Svjetska banka, UNESCO, CIRI Human Rights Data Project, Centar za međunarodni razvoj na Sveučilištu Harvard i Global Education Monitoring Report. Indeks je nastojao izmjeriti poduzetnički ekosustav zemlje, a na taj način njen potencijal za prilagodbu i razvoj.
Svaka je zemlja dobila kombinirani ukupni Indigo rezultat pri čemu je 200 bodova najveći mogući rezultat. Deset najbolje rangiranih zemalja bile su Švedska, Švicarska, Finska, Danska, Velika Britanija, Nizozemska, Norveška, Njemačka, Irska i Japan. Sjedinjenih Država bilo je ukupno 18 članica.
Izvješće je također uključivalo tri ključna nalaza: kreativnost i inovativnost bili su najveći ukupni pokretači visokih rezultata; time je naglašena važnost poticanja poduzetništva i cjeloživotnog učenja te velikog ulaganja u ljude. Nordijske zemlje postigle su posebno visoke rezultate na Indigo indeksu s tri zemlje u prva četiri i četiri nordijske zemlje u prvih deset; to se pripisuje njihovom visokom položaju u kreativnosti, inovativnosti i slobodi. Zemlje s najnižom ocjenom bile su opterećene društvenim i političkim problemima, poput rata, političkih previranja i korupcije.

## Nagrada Indigo
U srpnju 2017.godine časopis Global Perspectives tvrtke LetterOne najavio je nagradu Indigo sa svrhom poticanja rasprave o pronalaženju novog načina mjerenja gospodarstva u 21. stoljeću koji nadilazi ograničenja pukih mjerenja BDP-a.
Sudionici su trebali poslati esej od 5000 riječi gdje odgovaraju na pitanje:
Kako biste osmislili novu ekonomsku mjeru za globalna gospodarstva koja u potpunosti priznaje ne samo društvene i ekonomske čimbenike, već i utjecaj kreativnosti, poduzetništva i digitalnih vještina? Kako bi se vaša nova mjera trebala koristiti za poboljšanje načina na koji mjerimo BDP u službenoj statistici?
Prijave su trebale stići do 15.rujna 2017., a širom svijeta bile su otvorene za grupe ili pojedince starije od 16 godina, a posebno su poticane prijave predstavnika akademskih institucija, poduzeća, dobrotvornih organizacija, think tankova, konzultantskih tvrtki ili drugih organizacija. Nagrada je objavljena u iznosu od 100.000 funti, a drugoplasirani i trećeplasirani dobit će po 25.000 funti i 10.000 funti.
Ocjenjivački sud je uključivao sljedeće članove:
- Dominic Barton, globalni menadžerski partner u McKinsey &amp; Company
- Mervyn Davies, neizvršni predsjednik LetterOnea, bivši državni Ministar za trgovinu, ulaganja i mala poduzeća, bivši predsjednik i glavni izvršni direktor Standard Chartereda
- Stephanie Flanders, glavna tržišna strateginja u JP Morgan Asset Management i bivša BBC urednica ekonomije
- Jim O'Neill, bivši komercijalni tajnik Ministarstva financija, bivši glavni ekonomist Goldman Sachsa
- Lynda Gratton, autorica i profesorica Menadžment prakse na London Business School
- Brent Hoberman, osnivač Lastminute.com i Foruma osnivača
- Gus O'Donnell, predsjednik Frontier Economicsa, bivši tajnik kabineta
- Ed Vaizey, član parlamenta i bivši Ministar kulture, komunikacije i kreativne industrije
- Mihail Fridman, suosnivač LetterOne

Dobitnici prve nagrade Indigo objavljeni su 25. listopada 2017. godine. Zajednička prva nagrada, £125,000 koja je ravnomjerno podijeljena, dodijeljena je dvama timovima pisaca: Diane Coyle i Benjamin Mitra-Kahn i Jonathan Haskel, Carol Corrado, et al. Nagrada za treće mjesto "Zvijezda u usponu" od £10,000 dodijeljena je Alicei Lassman.
Coyle je bio profesor ekonomije na Sveučilištu u Manchesteru, a Mitra-Kahn je glavni ekonomist u IP Australia. Predložili su radikalnu zamjenu BDP-a kontrolnom pločom koja mjeri šest ključnih sredstava: fizičku imovinu, prirodni kapital, ljudski kapital, intelektualno vlasništvo, društveni i institucionalni kapital i neto financijski kapital. Njihov esej navodi da se "BDP nikada nije pretvarao da je mjera ekonomskog blagostanja" i predlaže da nova mjera treba procijeniti "raspon sredstava potrebnih za maksimiziranje sposobnosti pojedinaca voditi život kakav bi željeli "; ovo bi uključivalo "financijski i fizički kapital, ali također i prirodni i nematerijalni kapital". Ustvrdili su da bi se nova statistika trebala usredotočiti na mjerenje promjena u zalihama važne imovine, a ne na tokove prihoda, rashoda i rezultata. Praćenje evolucije zaliha fizičke imovine, financijske imovine i obveza, prirodnog kapitala, razine vještina i implicitnih državnih obveza bolje bi izmjerilo održivost gospodarstva. Coyle i Mitra-Kahn također su predložili privremena poboljšanja mjerenja BDP-a – poput boljeg mjerenja nematerijalne imovine, prilagodbe za raspodjelu dohotka i uklanjanja neproduktivne financijske aktivnosti – prije nego što se to potpuno ukine. Nakon  nagrađenog eseja, Coyle sada vodi istraživački projekt Šest prijestolnica koji financira LetterOne pri Bennett Institutu za javnu politiku na Sveučilištu Cambridge; projekt je inauguriran u siječnju 2019. i istražuje društveni i prirodni kapital.
Haskel je profesor ekonomije u Poslovnoj školi Imperial College. Umjesto odricanja od BDP-a, predložio je pročišćavanje, ažuriranje i proširenje postojećeg iznosa BDP-a. Predložio je poboljšanje procjene usluga i nematerijalne imovine kao i izravno mjerenje ekonomskog bogatstva generiranog digitalnom robom. Njegov se esej usredotočio na činjenicu o dramatičnoj promjeni strukture gospodarstva od početnog stvaranja BDP-a: više proizvodnje znanja, više digitalne robe, više besplatnih stvari i besplatnih informacija te više nematerijalne imovine poput intelektualnog vlasništva. Također je naglasio važnost razmatranja čimbenika okoliša, održivosti i javne dobrobiti, uz izračunavanje troškova robe i usluga koje se pružaju besplatno.
Lassman, dobitnica nagrade "Zvijezda u usponu", bila je 19-godišnja studentica Geografije na Sveučilištu Durham. Predložila je indeks "Globalne integracije i individualnog potencijala" koji mjeri svaku naciju na dvije razine: njezinu vrijednost u odnosu na druge nacije te pojedince i njihove doprinose unutar svake nacije.

## Vanjske poveznice
- Indigo Doba Službena stranica Global Perspectives